# Roger Sessions
Roger Huntington Sessions (* 28. Dezember 1896 in Brooklyn, New York; † 16. März 1985 in Princeton, New Jersey) war ein US-amerikanischer Komponist.

## Leben
Sessions verbrachte den Großteil seiner Kindheit am Stammsitz seiner Familie in Hadley, Massachusetts. Seine Mutter, Ruth Huntington Sessions, war eine direkte Nachfahrin von Samuel Huntington, welcher die Unabhängigkeitserklärung der Vereinigten Staaten mitunterschrieben hatte. Sessions zeigte früh eine außerordentliche intellektuelle und musikalische Begabung. Im Alter von vierzehn Jahren wurde er an der Harvard University aufgenommen, wo er bei Edward Burlingame Hill studierte. 1913 hatte er den ersten Kontakt mit Neuer Musik durch einige von Schönbergs Klavierstücken und Strawinskys Petruschka, die einen tiefen Eindruck auf ihn machten. Nach vier Jahren in Harvard studierte er an der Yale University weiter Komposition bei Horatio Parker, gefolgt von Unterricht bei Ernest Bloch, dessen Assistent er 1921 am Cleveland Institute of Music wurde. Mit 20 Jahren erhielt er seine erste Anstellung als Lehrer am Smith College. The Black Maskers Suite, eins seiner häufiger gespielten Werke, war für eine Aufführung am Smith College komponiert worden.
Im Jahr 1925 begann Sessions Aufenthalt in Europa, der – mit Unterbrechungen – acht Jahre dauern sollte. Er erhielt ein Guggenheim-Stipendium, einen Prix de Rome und 1931 ein Stipendium der Carnegie-Stiftung. Mit seiner Ehefrau Barbara lebte er hauptsächlich in Florenz und Rom, 1931 zogen sie nach Berlin. Sessions unternahm auch ausgedehnte Reisen durch Europa und traf einige der Koryphäen jener Zeit, wie Pierre Monteux, Otto Klemperer und Alban Berg. Zu den während dieser Zeit geschriebenen Werken gehören die erste Klaviersonate, die erste Sinfonie und die drei Orgel-Choralvorspiele. Auch ein größerer Teil des Violinkonzerts wurde in Europa komponiert.
1928 gründete er mit Aaron Copland die Copland-Sessions Konzerte, in denen die New Yorker Erstaufführungen von Arbeiten (unter anderen) von Carlos Chávez, Walter Piston, Henry Cowell, Marc Blitzstein, Leo Ornstein, George Antheil, Paul Bowles und Virgil Thomson vorgestellt wurden.
Sessions verließ Europa im Jahr 1933, kurz nach der Machtübernahme der Nazis in Deutschland, und kehrte in seine Heimat zurück. Ein Jahr nach seiner Rückkehr aus Europa nahm er eine Lehrtätigkeit an der Princeton University auf, die fast kontinuierlich 50 Jahre andauerte. Während seiner Jahre in Princeton begann sich sein Ruf als Komponist zu entwickeln, und es gab mehrere Aufführungen seiner Werke. Neben der Fertigstellung des Violinkonzerts gehören zu seinen Kompositionen aus dieser Zeit das erste Streichquartett, das Klavierwerk Aus meinem Tagebuch, die Duos für Violine und Klavier und ein Großteil der zweiten Symphonie. In 1946 ging Sessions an die University of California in Berkeley, wo er acht Jahre blieb. 1933, 1940/41 und 1957 wirkte er als Juror bei den Weltmusiktagen der Internationalen Gesellschaft für Neue Musik (ISCM World Music Days), wo auch folgende Werke nacheinander aufgeführt wurden: Symphonie Nr. 1 (1929), Klaviersonate (1931), Symphonie Nr. 2 (1948), Streichquartett Nr. 2 (1954), Idyll of Theocritus (1956), Symphonie Nr. 4 (1960). Im Jahr 1965, nach seinem „Ruhestand“ aus der Lehrtätigkeit, nahm Sessions eine Stellung als Lehrer für Komposition an der Juilliard School of Music in New York an, die er bis 1983 innehatte, wenn auch zunehmend auf Teilzeitbasis.

## Werk
Sessions schuf zwei Opern, neun Sinfonien, Instrumentalkonzerte sowie Kammermusik und sakrale Werke. Bis in die 1930er Jahre schrieb er in neo-klassischem Stil, nach 1950 wandte er sich auch der Zwölftonmusik zu. Seine zweite Klaviersonate von 1946 ist völlig atonal. Den Großteil seiner Musik schrieb er im Alter zwischen 50 und 75 Jahren. Die Liste umfasst unter anderem sechs seiner neun Symphonien, das Streichquintett, die zweite und dritte Klaviersonaten und sein opus magnum, die Oper Montezuma. Sessions arbeitete an der Komposition dieser Oper 25 Jahre; die Uraufführung in der Inszenierung von Gustav Rudolf Sellner fand am 19. April 1964 in der Deutschen Oper Berlin statt.
Während seiner 50-jährigen Laufbahn als Lehrer unterrichtete Sessions an der Princeton University, der University of California in Berkeley und an der Juilliard School. Zu seinen Schülern gehörten Milton Babbitt, David Diamond, Leon Kirchner, Ralph Shapey, Eric Salzman, Ellen Taaffe Zwilich, George Tsontakis, Andrew Imbrie und Hugo Weisgall.

## Rezeption
Roger Sessions war einer der führenden amerikanischen Komponisten des 20. Jahrhunderts. Seine veröffentlichten Werke umfassen das gesamte Spektrum von Genres aus Symphonien, Kammermusik, Opern und Solo-Klaviermusik. Viele führende Orchester und Solisten gaben bei ihm Werke in Auftrag, und er wurde zweimal mit dem Pulitzer-Preis ausgezeichnet.

## Werke
- Übersicht seiner Werke bei Theodore Presser Musikverlag
- Ode To Gravity: Early Music of Roger Sessions (audio)
- Rehearsal of Roger Sessions’ String Quartet No. 2 – The Griller String Quartet (October 18, 1953)

## Preise und Auszeichnungen (Auswahl)
- 1938: Mitglied des National Institute of Arts and Letters
- 1959: Ehrenmitglied der International Society for Contemporary Music ISCM[4]
- 1961: Mitglied der American Academy of Arts and Sciences
- 1982: Pulitzer-Preis/Musik

## Veröffentlichungen Sessions
- Roger Sessions on Music; Collected Essays. Ed. Edward T. Cone. Princeton University Press
- Questions About Music. Harvard University Press; W.W. Norton & Co.
- The Musical Experience of Composer, Performer, Listener. Princeton University Press; Antheneum
- Harmonic Practice. Verlag: Harcourt, Brace & World, 1951